# Championnat d'Union soviétique de football 1945
Navigation
Saison 1941 Saison 1946
La saison 1945 de Pervaïa Grouppa est la 7e édition du championnat de première division en Union soviétique. Il s'agît du premier championnat disputé depuis le début de la Seconde Guerre mondiale qui avait interrompu la compétition au cours de la saison 1941.
Douze clubs sont regroupés au sein d'une poule unique où ils se rencontrent deux fois dans la saison, à domicile et à l'extérieur. En fin de saison, le dernier du classement est relégué et remplacé par le meilleur club de deuxième division.
Cette saison voit la victoire du Dinamo Moscou après avoir terminé en tête du classement final, avec un seul point d'avance sur le CDKA Moscou et 13 sur le Torpedo Moscou. C'est le 4e titre de champion d'URSS de l'histoire du club, qui manque le doublé en s'inclinant en finale de la Coupe d'URSS face au CDKA Moscou.

## Clubs participants
| Club                  | Présent depuis | Classement 1940 | Entraîneur               |
| --------------------- | -------------- | --------------- | ------------------------ |
| Dinamo Moscou         | 1936           | 1er             | Mikhail Yakushin         |
| Dinamo Tbilissi       | 1936           | 2e              | Andreï Jordania (ru)     |
| Spartak Moscou        | 1936           | 3e              | Albert Volrat (ru)       |
| CDKA Moscou           | 1936           | 4e              | Boris Arkadiev           |
| Dinamo Léningrad      | 1936           | 5e              | Mikhaïl Okoun (ru)       |
| Lokomotiv Moscou      | 1936           | 6e              | Mikhaïl Souchkov (en)    |
| Traktor Stalingrad    | 1938           | 7e              | Sergueï Kolesnikov (ru)  |
| Dynamo Kiev           | 1936           | 8e              | Nikolaï Makhinia (en)    |
| Krylia Sovetov Moscou | 1940           | 9e              | Abram Dangoulov (ru)     |
| Zénith Léningrad      | 1938           | 10e             | Konstantin Lemechev (en) |
| Torpedo Moscou        | 1938           | 11e             | Fiodor Seline (en)       |
| Dinamo Minsk          | 1941           | 6e (D2)         | Ievgueni Ieliseïev       |

### Changements d'entraîneurs
| Club               | Entraîneur partant        | Date de départ | Entraîneur arrivant     | Date d'arrivée |
| ------------------ | ------------------------- | -------------- | ----------------------- | -------------- |
| Traktor Stalingrad | Alekseï Chapochnikov (en) | juin 1945      | Sergueï Kolesnikov (ru) | juin 1945      |
| Spartak Moscou     | Piotr Isakov (en)         | juin 1945      | Albert Volrat (ru)      | juillet 1945   |
| Torpedo Moscou     | Viktor Maslov             | août 1945      | Fiodor Seline (en)      | septembre 1945 |
| Lokomotiv Moscou   | Ivan Andreïev (ru)        | septembre 1945 | Mikhaïl Souchkov (en)   | septembre 1945 |

## Compétition

### Classement
Le barème de points servant à établir le classement se décompose ainsi :
- Victoire : 2 points
- Match nul : 1 point
- Défaite : 0 point